# Medikro
Medikro (pełna nazwa: Medikro Oy) – fińska firma z siedzibą w Kuopio, w Finlandii, zajmująca się rozwojem i produkcją sprzętu medycznego do badań czynnościowych płuc. Produkty Medikro dostępne są w wielu krajach świata, również jako produkty OEM. Wśród wiodących produktów można wyróżnić spirometry, jednorazowe pneumotachy, strzykawki kalibracyjne, a także oprogramowanie spirometryczne oraz oprogramowanie do prób prowokacyjnych.

## Historia
Firma została założona w 1977 roku przez Mikko Eloranta studiującego jednocześnie na uniwersytecie medycznym i na politechnice w Helsinkach. Do 1982 roku firma nosiła nazwę „Insinööritoimisto Mikko Eloranta Oy”. Pierwszy produkt – spirometr współpracujący z komputerem – wykonany został na zlecenie fińskiej armii. Mikko Eloranta otrzymał to zlecenie w 1979 roku odbywając służbę wojskową pod kierownictwem doktora Lauri A. Laitinena, w siedzibie głównej marynarki wojennej. Wykonane urządzenie zostało zakupione później przez fiński Centralny Szpital Wojskowy Tilkka.
Z upływem czasu i rozwojem technologii komputerowych spirometr był rozwijany i współpracował z komputerami, najpierw bazując na języku programowania Basic, potem Pascal i inne. Obecnie oprogramowanie dostosowane jest do systemu operacyjnego Windows.
W 1996 roku firma stworzyła zminiaturyzowany system do badania autonomicznych funkcji organizmu dla astronautów NASA.
Medikro jest również dostawcą rozwiązań technologicznych, a także różnorodnych kontrolerów elektronicznych.

## Produkty
Głównym produktem firmy jest spirometr SpiroStar USB współpracujący z komputerem poprzez złącze USB. Uzupełnieniem systemu jest oprogramowanie spirometryczne, przewód ciśnieniowy, jednorazowe pneumotachy o innowacyjnej konstrukcji oraz strzykawka kalibracyjna. Cały system spełnia wymagania dotyczące obliczania wyników stawiane przez European Respiratory Society i American Thoracic Society. Oprogramowanie pozwala na przesyłanie wyników między gabinetami prywatnymi, czy też między gabinetem lekarza a szpitalnym systemem informacji, co umożliwia zastosowanie sprzętu w ramach telemedycyny.
Konstrukcja jednorazowych pneumotachów powoduje, że ryzyko zakażenia między pacjentami zostało wyeliminowane, gdyż powietrze wydychane przez pacjenta nie dostaje się do przewodu ciśnieniowego ani do samego spirometru. Po wymianie ustnika system jest sterylny.
Oprogramowanie pozwala na wykonanie tradycyjnego badania spirometrycznego, dla specjalistów firma oferuje oprogramowanie z możliwością wykonywania prób prowokacyjnych.
Obecnie dostępne są trzy podstawowe wersje oprogramowania: SMART – przeznaczony dla placówek podstawowej opieki zdrowotnej, może być wykorzystany na przykład do badań przesiewowych. PRO umożliwia przeprowadzenie pełnej spirometrii (pomiar ponad stu zmiennych). SENSE to wersja umożliwiająca przeprowadzenie prób prowokacyjnych. Producent umożliwia również stworzenie własnego spirometru z pożądanymi parametrami w oprogramowaniu (wersja CUSTOM).

## Certyfikaty
Spirometr Medikro posiada certyfikat 9001:2000 oraz ISO 13485:2003. Spełnia standardy bezpieczeństwa EN60601-1-1 oraz EN60601-1-2 urządzenia medycznego klasy IIa, produkt spełnia wymagania MDD, 93/42/EEC. Produkt jest zarejestrowany przez FDA.